# Joseph Zimmermann (Geistlicher, 1923)
Joseph Zimmermann MSF (* 12. Dezember 1923 in Birmenstorf; † 4. Dezember 1988) war ein Schweizer Priester und Bischof von Morombe.

## Leben
Joseph Zimmermann trat der Ordensgemeinschaft der Missionare von der Heiligen Familie bei und empfing am 29. Juni 1950 die Priesterweihe. Papst Johannes XXIII. ernannte ihn am 28. Mai 1960 zum Bischof von Morombe.
Der Bischof von Basel, Franziskus von Streng, weihte ihn am 23. Oktober desselben Jahres zum Bischof; Mitkonsekratoren waren Paul Joseph Girouard MS, Bischof von Morondava, und Johannes Vonderach, Koadjutorbischof von Chur. Er wählte den Wahlspruch In caritate Jesu Christi.
Er nahm an allen Sitzungsperioden des Zweiten Vatikanischen Konzils teil.